# Bharmappa Nagaraj
Bharmappa Nagaraj (* 5. Mai 1982) ist ein ehemaliger indischer Leichtathlet, der sich auf den Sprint spezialisiert hat.

## Sportliche Laufbahn
Erste internationale Erfahrungen sammelte Bharmappa Nagaraj im Jahr 2004, als er bei den erstmals ausgetragenen Hallenasienmeisterschaften in Teheran mit 6,96 s in der Vorrunde im 60-Meter-Lauf ausschied. Im Jahr darauf belegte er bei den Asienmeisterschaften in Incheon in 39,74 s den fünften Platz mit der indischen 4-mal-100-Meter-Staffel 2007 gelangte er bei den Asienmeisterschaften in Amman mit 39,84 s auf Rang vier. 2009 klassierte er sich bei den Asienmeisterschaften in Guangzhou mit 39,58 s auf dem fünften Platz und im Jahr darauf schied er bei den Commonwealth Games in Neu-Delhi mit 10,65 s im Viertelfinale im 100-Meter-Lauf aus und verhalf anschließend der indischen Mannschaft bei den Asienspielen in Guangzhou zum Finaleinzug. Im August 2017 bestritt er seinen letzten offiziellen Wettkampf und beendete daraufhin seine aktive sportliche Karriere im Alter von 35 Jahren.
In den Jahren 2008 und 2009 wurde Nagaraj indischer Meister im 100-Meter-Lauf.

## Persönliche Bestleistungen
- 100 Meter: 10,52 s (+0,7 m/s), 1. Juni 2005 in Neu-Delhi
- 200 Meter: 21,35 s, 8. Oktober 2006 in Neu-Delhi